# Bebauungsplan (Deutschland)

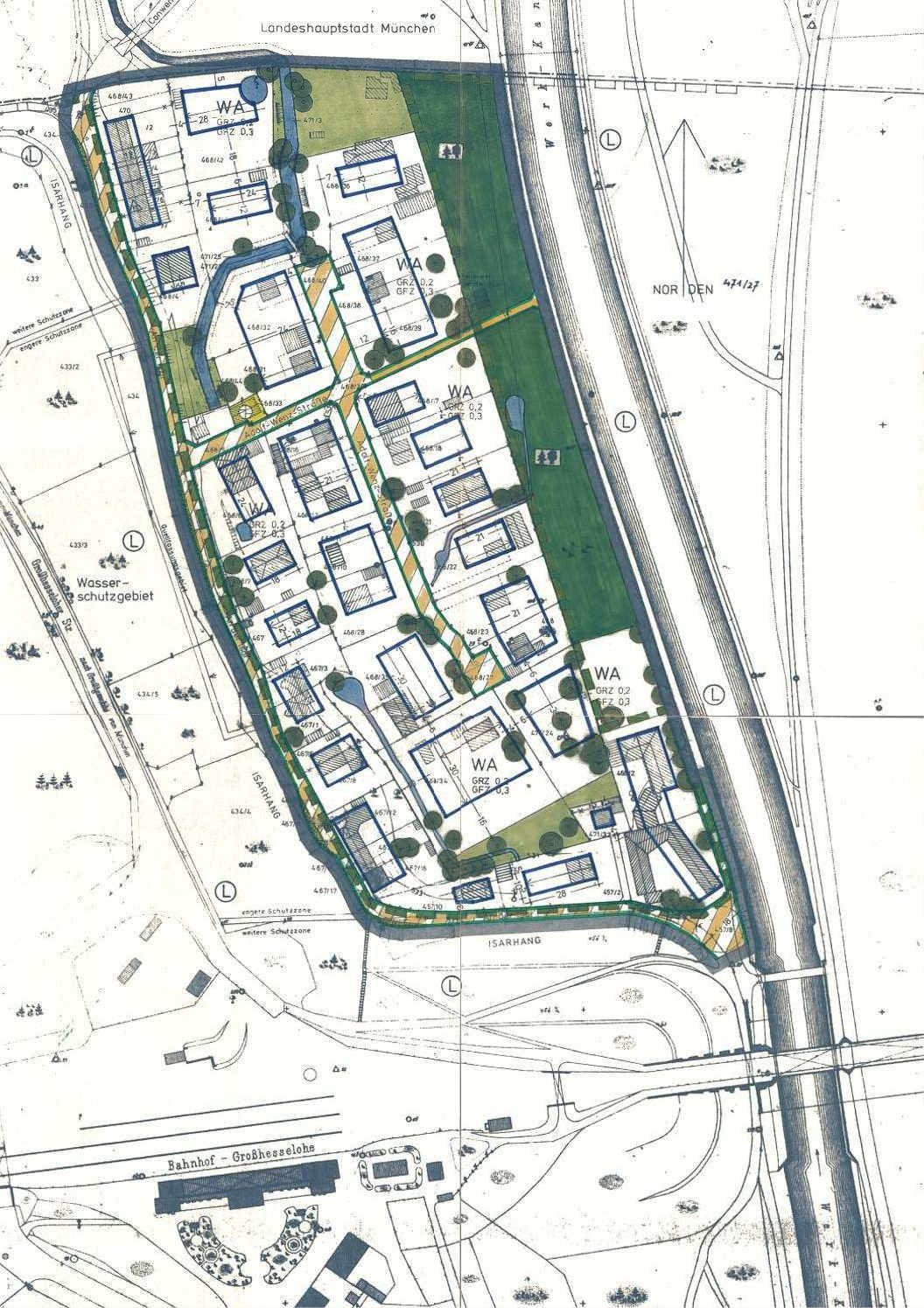
Beispiel eines Bebauungsplans (Pullach im Isartal)

Ein Bebauungsplan (verbindlicher Bauleitplan, informell kurz B-Plan) ist ein Instrument der räumlichen Planung in Deutschland. Er enthält die rechtsverbindlichen Festsetzungen für die städtebauliche Ordnung eines Teils eines Gemeindegebiets und bildet die Grundlage für weitere, zum Vollzug des Baugesetzbuches (BauGB) erforderliche Maßnahmen (§ 8 Abs. 1 BauGB).
Im Bebauungsplan legt eine Gemeinde auf Beschluss ihres Gemeinderats als Satzung die zugelassenen, städtebaulich relevanten Nutzungen auf einem Grundstück nach Art und Maß fest. Bebauungspläne sind grundsätzlich aus dem Flächennutzungsplan (vorbereitender Bauleitplan) zu entwickeln (§ 8 Abs. 2 - 4 BauGB).
Anders als der Flächennutzungsplan, der für das ganze Gemeindegebiet aufgestellt wird (§ 5 Abs. 1 Satz 1 BauGB) und eine vorbereitende Bauleitplanung bildet, umfasst ein Bebauungsplan in der Regel nur einen Teil des Gemeindegebietes, etwa eine Gruppe von Grundstücken oder einen Stadtteil. Der Bebauungsplan muss deshalb die Grenzen seines räumlichen Geltungsbereichs festsetzen (§ 9 Abs. 7 BauGB). Nach dem Prinzip der Einräumigkeit darf sich der Geltungsbereich mehrerer Bebauungspläne nicht überschneiden. Gemeinsam bezeichnet man Flächennutzungsplanung und Bebauungsplanung als Bauleitplanung.
In der Regel besteht der Bebauungsplan aus einer Planzeichnung (Teil A) und einem textlichen Teil (Teil B). Ein Bebauungsplan kann aber beispielsweise auch nur aus einem textlichen Teil bestehen. Nicht Teil der Satzung, aber im Rahmen des Verfahrens zwingend erforderlich, ist eine Begründung, in der die Ziele, Zwecke und wesentlichen Auswirkungen des Bebauungsplans dargelegt sind. Einen gesonderten Teil der Begründung bildet der Umweltbericht (§ 2a BauGB).
Die Planzeichen sind nach der Planzeichenverordnung normiert, um die allgemeine Lesbarkeit zu gewährleisten; im Bedarfsfall können jedoch weitere Planzeichen entwickelt werden. Die textlichen Festsetzungen erfolgen i. d. R. auf Grundlage der Formulierungen im Baugesetzbuch (BauGB) und sind somit ebenfalls weitgehend normiert. Die Planzeichnung wird im Regelfall im Maßstab 1:500, bei größeren Plangebieten auch 1:1000 bis 1:2500 erstellt; als Grundlage dient das Amtliche Liegenschaftskatasterinformationssystem (ALKIS alt: Flurkarte), auf der sowohl alle von der Planung betroffenen als auch die angrenzenden Flurstücke kenntlich zu machen sind. Das Plangebiet ist eindeutig abzugrenzen. Dies erfolgt in der Regel, indem man sich an vorhandene Grundstücksgrenzen hält.
Für das Verständnis um die Bedeutung und die Funktion eines Bebauungsplanes ist es wichtig zu wissen, dass der Gesetzgeber bei dem erstmaligen Erlass des Bundesbaugesetzes davon ausgegangen ist, dass die Bebauung in einem so dicht besiedelten Land wie der Bundesrepublik Deutschland grundsätzlich auf Basis eines planmäßigen Konzeptes erfolgt. Insofern ist in der Systematik des Gesetzes bis heute unverändert das Bebauungsplangebiet der Regelfall. Da jedoch davon auszugehen war und ist, dass nicht jeder Fleck des Landes verbindlich überplant werden wird, hat der Gesetzgeber sogenannte planersetzende Regelungen getroffen für die Bereiche, die von den Gemeinden (noch) nicht überplant worden sind. Diese nicht überplanten Bereiche unterscheidet der Gesetzgeber in den sogenannten Innenbereich und den Außenbereich.

## Sinn und Zweck der Bebauungsplanung
Aufgrund des verfassungsrechtlich gewährleisteten Selbstverwaltungsrechts der Gemeinden liegt die Planungshoheit in den Händen der Gemeinden. Diese haben daher das Recht, zur Steuerung ihrer städtebaulichen Entwicklung rechtsverbindliche Satzungen (Bebauungspläne) zu erlassen. Das Baugesetzbuch schafft hierfür einen Rahmen und stellt die Einheitlichkeit im Aufstellungsprozess und den verwendeten Darstellungselementen und Kategorien sicher. Die Landesbauordnungen bilden die rechtlichen Grundlagen für weitergehende gestalterische Vorschriften (Festsetzungen) in den Bebauungsplänen.
In diesem Zusammenhang ist besonders auf den Begriff „städtebaulich“ hinzuweisen: allein städtebauliche Ziele, wie sie in Baugesetzbuch und Landesbauordnung definiert sind, können und dürfen mit einem Bebauungsplan verfolgt werden.
In § 1 BauGB sind Aufgabe, Begriff und Grundsätze der Bauleitplanung (Flächennutzungsplanung und Bebauungsplanung) definiert, nämlich „die bauliche und sonstige Nutzung der Grundstücke in der Gemeinde … vorzubereiten und zu leiten“. Weiter heißt es, die Bauleitpläne sind „aufzustellen, sobald und soweit es für die städtebauliche Entwicklung und Ordnung erforderlich ist“. Die Entscheidung hierüber liegt bei der Gemeinde. Solange also die Beurteilung eines Bauvorhabens im Innenbereich problemlos nach § 34 BauGB möglich ist, kann auf einen Bebauungsplan verzichtet werden. Wenn aber Spannungen (z. B. Interessenskonflikte) zu befürchten sind, sich Spannungen häufen, oder wenn sich eine städtebaulich unerwünschte oder negative Tendenz abzeichnet, ist der Bebauungsplan das Instrument, die Entwicklung in bestimmte Bahnen zu lenken oder zu halten. Siedlungserweiterungen (Neubaugebiete) unter Inanspruchnahme von Außenbereichsflächen bzw. größere Vorhaben im Außenbereich können nur im Rahmen eines Bebauungsplanverfahrens umgesetzt werden.
Der Bebauungsplan ist aus dem Flächennutzungsplan, dem vorbereitenden Bauleitplan für das gesamte Gemeindegebiet, zu entwickeln (Regelverfahren).
Eine Reihe weiterer Gesichtspunkte, die bei der Planung zu beachten sind, gehen nach Baugesetzbuch mit den städtebaulichen Zielen einher (s. § 1 Abs. 5 BauGB):
- Eine nachhaltige Entwicklung,
- Soziale, wirtschaftliche und umweltschützende Anforderungen,
- Verantwortung gegenüber künftigen Generationen,
- Dem Wohl der Allgemeinheit dienende sozialgerechte Bodenordnung,
- Menschenwürdige Umwelt,
- Schutz und Entwicklung der natürlichen Lebensgrundlagen,
- Klimaschutz und Klimaanpassung,
- Städtebauliche Gestalt,
- Baukulturelle Erhaltung und Entwicklung des Orts- und Landschaftsbildes.

Dabei sind die Ziele der Raumordnungsplanung zu berücksichtigen (§ 1 Abs. 4 BauGB).
In einem Katalog von dreizehn Gesichtspunkten (§ 1 Abs. 6 BauGB), die bei der Planung insbesondere zu berücksichtigen sind, finden sich unter anderem
- Gesunde Wohn- und Arbeitsverhältnisse,
- Soziale und kulturelle Bedürfnisse,
- Denkmalschutz,
- Belange des Umweltschutzes (sehr umfangreich)
- Belange der Wirtschaft
- Belange des Verkehrs.

Ein wichtiger Grundsatz laut Baugesetzbuch ist, im Rahmen der Planung die öffentlichen und privaten Belange gegeneinander und untereinander gerecht abzuwägen. Fehler in dieser Abwägung können zur teilweisen oder völligen Ungültigkeit eines Bebauungsplanes führen. Dabei sollen alle bekannten Sachverhalte, die für die Bebauung und Nutzung einer Fläche von Belang sind, zu Papier gebracht werden. Hierzu gehören alle involvierten Interessen und ein Großteil der gesetzlichen Regelungen. Interessen und Gesetze sind häufig so vielfältig und umfangreich, dass es kaum Spielraum für freie planerische Entscheidungen gibt. Vielmehr handelt es sich um einen Mediationsvorgang und das Ergebnis ist immer ein Kompromiss (siehe Kritik). Ein wichtiger Aspekt ist, dass durch die Planung ein relativ hoher Grad an Verlässlichkeit besteht, die im unbeplanten Innenbereich nach § 34 BauGB nicht gegeben ist, und sich alle darauf einstellen können.

## Inhalt des Bebauungsplans
Der mögliche Inhalt eines Bebauungsplans ist grundsätzlich in § 9 BauGB abschließend geregelt.

### Festsetzungen
Die Festsetzungsmittel für einen Bebauungsplan kann die Gemeinde selbst wählen. Als geeignete Festsetzungsmittel kommen dabei Zeichnung, Farbe, Schrift und Text alternativ oder kumulativ in Betracht.
Hinsichtlich Art und Maß der baulichen Nutzung nach § 9 Abs. 1 Nr. 1 BauGB können gem. § 1 Abs. 3 Baunutzungsverordnung (BauNVO) typisierte Baugebiete festgesetzt werden. Die BauNVO liefert dann die Feinsteuerung zu diesen Festsetzungen in einem Bebauungsplan. Durch die Festsetzung werden die Vorschriften der §§ 2 bis 14 BauNVO in der zum Zeitpunkt der Planaufstellung gültigen Fassung Bestandteil des Bebauungsplans.
Die Art der baulichen Nutzung wird hauptsächlich über die in § 1 Abs. 2 BauNVO bezeichneten Baugebiete (Kleinsiedlungsgebiete, reine Wohngebiete, allgemeine Wohngebiete, besondere Wohngebiete, Dorfgebiete, Mischgebiete, urbane Gebiete, Kerngebiete, Gewerbegebiete, Industriegebiete und Sondergebiete) mit den entsprechenden (veränderbaren) Nutzungskatalogen festgesetzt. Bereits vorhandene, an sich baugebietswidrige Vorhaben können durch eine sog. Fremdkörperfestsetzung in ihrem Bestand geschützt werden (§ 1 Abs. 10 Satz 1 BauNVO). Das Maß der baulichen Nutzung wird gem. § 16 BauNVO über die Grundflächenzahl, die Geschossflächenzahl, die Baumassenzahl und/oder die Bauhöhen und die Anzahl der Vollgeschosse festgesetzt. Diese Informationen werden in Baunutzungsschablonen dargestellt. Weiterhin werden in §§ 22, 23 BauNVO die Bauweisen und die überbaubaren Grundstücksflächen definiert und die Zulässigkeit von Nebengebäuden (Nebenanlagen), Stellplätzen und Garagen geregelt (§ 21a BauNVO). Die wesentlichen Festsetzungen für eine Fläche beziehen sich auf die Darstellung der Bauflächen, der überbaubaren Flächen, der Grünflächen, der Verkehrsflächen, der Gemeinbedarfsflächen, der Flächen für Ver- und Entsorgung, für Anpflanzungen, für Nutzungsregelungen und Maßnahmen (Natur- und Landschaftsschutz), Landwirtschafts- und Waldflächen. Für die Bauflächen werden die Art und das Maß der Nutzung, die Bauweise und grundsätzlich auch die Dachform angegeben.
Der Katalog der zulässigen Festsetzungen ergibt sich aus § 9 BauGB, beispielsweise
- Flächen für den Gemeinbedarf sowie für Sport- und Spielanlagen (§ 9 Abs. 1 Nr. 5 BauGB),
- Flächen, die von der Bebauung freizuhalten sind (Bauverbotsflächen, § 9 Abs. 1 Nr. 10 BauGB)
- Verkehrsflächen sowie Verkehrsflächen besonderer Zweckbestimmung, wie Fußgängerbereiche, Flächen für das Parken von Fahrzeugen oder das Abstellen von Fahrrädern (§ 9 Abs. 1 Nr. 11 BauGB)
- Flächen für die Abfall- und Abwasserbeseitigung (§ 9 Abs. 1 Nr. 14 BauGB),
- Flächen für die Gewinnung von Steinen, Erden und anderen Bodenschätzen (§ 9 Abs. 1 Nr. 17 BauGB),
- Flächen für die Landwirtschaft und Wald (§ 9 Abs. 1 Nr. 18 BauGB),
- Flächen oder Maßnahmen zum Schutz, zur Pflege und zur Entwicklung von Boden, Natur und Landschaft (SPE-Maßnahmen, § 9 Abs. 1 Nr. 20 BauGB).

In Bebauungsplänen dürfen keine Kohlendioxid-Grenzen gesetzt werden, dies gilt für Kraftwerke und andere größere Betriebe, die dem Treibhausgas-Emissionshandelsgesetz (TEHG) unterliegen. Dies entschied das Bundesverwaltungsgericht in Leipzig am 14. September 2017. Begründet wurde das Urteil dadurch, dass der Ausstoß durch das TEHG geregelt wird und eine feste Obergrenze mit dem Gesetz nicht vereinbar ist. Nach dieser Begründung gilt das Leipziger Urteil ausdrücklich nicht für andere Schadstoffe, etwa Stickoxide oder Feinstaub.

### Nachrichtliche Übernahme
Außer den Festsetzungen im Sinne des § 9 Abs. 1 BauGB sollen bei der Aufstellung bereits nach anderen gesetzlichen Vorschriften getroffene Festsetzungen anderer Träger (sonstige Nutzungsregelungen) von der Gemeinde in den Bebauungsplan nachrichtlich übernommen werden (§ 9 Abs. 6 BauGB).

## Einfacher und qualifizierter Bebauungsplan
Es besteht kein gesetzlicher Zwang, in einem Bebauungsplan alle Regelungen zu treffen, die möglich wären. Um jedoch alleinige Rechtsgrundlage für die Beurteilung von Bauvorhaben darzustellen, müssen zumindest vier Festsetzungen getroffen werden:
1. Die Art der baulichen Nutzung
2. Das (zulässige) Maß der baulichen Nutzung
3. Die überbaubaren Grundstücksflächen
4. Die örtlichen „Verkehrsflächen“.

Sind alle vier Mindestfestsetzungen getroffen, spricht man von einem „qualifizierten Bebauungsplan“ gemäß § 30 Abs. 1 BauGB, in dem die bauplanungsrechtliche Zulässigkeit von Vorhaben abschließend geregelt ist. Die allermeisten Bebauungspläne gehören zu dieser Kategorie.
Fehlt eine dieser vier Festsetzungen, handelt es sich um einen „einfachen Bebauungsplan“ gemäß § 30 Abs. 3 BauGB. Soweit keine Festsetzungen erfolgt sind, richtet sich die Beurteilung des Sachverhalts bzw. Bauvorhabens dann nach § 34 (im Innenbereich) oder § 35 BauGB (im Außenbereich). Für die fehlende Bestimmung wird also die Bebauung in der näheren Umgebung des Vorhabens zum Vergleich herangezogen.
Einfacher und qualifizierter Bebauungsplan durchlaufen bei ihrer Aufstellung die gleichen Verfahrensschritte. Die Entscheidung für einen einfachen Bebauungsplan bedeutet nicht, dass das Verfahren in dem Sinne „vereinfacht“ wird, dass Verfahrensschritte entfallen, wie bei einem vereinfachten Planänderungsverfahren.

## Übergeleitete Bebauungspläne
Viele Bebauungspläne in der Bundesrepublik Deutschland sind schon vor 1960, vor dem erstmaligen Inkrafttreten des Bundesbaugesetzes aufgestellt worden. Sie gelten weiterhin fort (§ 233 Abs. 3 BauGB), solange sie nicht geltendem Recht widersprechen, also ihr Inhalt noch Gegenstand eines Bebauungsplans sein könnte. Diese Bebauungspläne werden übergeleitete Bebauungspläne genannt.

## Aufstellungsverfahren
Ein Bebauungsplan hat erhebliche und langfristige Auswirkungen auf die Verfügbarkeit, den Wert und die Erscheinung einer Fläche. Deshalb werden Bebauungspläne nach einem im BauGB geregelten Verfahren aufgestellt, mit dem sichergestellt werden soll, dass bei der Planung alle Belange und Probleme sorgfältig erfasst bzw. erkannt und gerecht abgewogen werden. Vor allem die umfassende Beteiligung aller Betroffenen und der Öffentlichkeit soll sichergestellt werden.
Jeder Verfahrensschritt erfolgt durch die Gemeindegremien: Der Beschluss zur Aufstellung eines Bebauungsplans, der Beschluss zur frühzeitigen Beteiligung, der Beschluss über den Entwurf, der Beschluss zur öffentlichen Auslegung und Beteiligung der Träger öffentlicher Belange, der Beschluss über etwaige Änderungen und eine evtl. notwendige weitere Auslegung und Beteiligung, der Beschluss über die Abwägung der Bedenken und schließlich der Beschluss über Satzung.
Der Vorschlag für den Beschluss, einen Bebauungsplan aufzustellen (1. Verfahrensschritt), kommt in der Regel aus der Verwaltung (Bau-/Planungsamt); bei dem speziellen Planungstyp eines „vorhabenbezogenen Bebauungsplans“ kommt die Initiative gewöhnlich von einem Vorhabenträger (Investor oder Bauherr). Sowohl der Aufstellungsbeschluss gem. § 2 Abs. 1 BauGB als auch der Satzungsbeschluss des Bebauungsplans am Ende des Verfahrens gemäß § 10 Abs. 1 und Abs. 3 BauGB sind ortsüblich bekannt zu machen, nach dieser Veröffentlichung ist der Bebauungsplan rechtskräftig.
Die Entwürfe werden entweder vom Planungsamt oder einem beauftragten Planungsbüro erarbeitet. Nach Möglichkeit werden bereits im Vorfeld des Aufstellungsbeschlusses oder zumindest vor dem Beteiligungsverfahren alle offensichtlichen Probleme innerhalb der Verwaltung und möglicherweise mit einigen Trägern öffentlicher Belange geklärt. Die Entscheidung für ein Baugebiet wird in der Regel aus dem Flächennutzungsplan (FNP) abgeleitet; im Rahmen der FNP-Aufstellung wurden die Baugebiete zumindest grob auf ihre Eignung geprüft. Durch die möglichst frühzeitige Klärung aller bekannten Probleme soll das Aufstellungsverfahren dahingehend kurz gehalten werden, dass keine Änderung nach der Beteiligung und somit keine weitere Beteiligung bzw. kein weiterer Beschluss erforderlich werden.

## Umweltprüfung
Ein zunehmendes Gewicht bei der Planaufstellung hat die Berücksichtigung der Belange des Umweltschutzes durch eine „Umweltprüfung“ mit der Erstellung eines entsprechenden Berichts. In jüngerer Zeit fand vor allem europäisches Recht verstärkt Eingang in das Planverfahren und stellt zwischenzeitlich einen wesentlichen Teil des Planungsaufwands dar.
§ 2 Abs. 4 BauGB besagt, dass „die voraussichtlich erheblichen Umweltauswirkungen ermittelt …, beschrieben und bewertet werden“ müssen. Die Gliederungspunkte des zu erstellenden Umweltberichtes werden in der Anlage genau aufgelistet; die wesentlichen Punkte sind: eine umfassende Bestandsaufnahme des Umweltzustandes, eine Prognose über die Entwicklung dieses Zustandes ohne und mit Durchführung des/der Bauvorhaben, geplante Maßnahmen zur Vermeidung, Verringerung und zum Ausgleich der nachteiligen Auswirkungen, Maßnahmen zur Überwachung dieser Auswirkungen. Die Ergebnisse dieser Prüfung sind in der Abwägung zu berücksichtigen und finden Eingang in die Planung.

## Beteiligungsverfahren
Mit Beteiligungsverfahren werden die Abschnitte des Aufstellungsverfahrens benannt, in denen die Öffentlichkeit allgemein sowie Betroffene, Träger öffentlicher Belange, Nachbargemeinden usw. im Besonderen über die Planungsabsichten informiert und zur Stellungnahme aufgefordert werden.
Bei den Trägern öffentlicher Belange handelt es sich um staatliche, halbstaatliche (Fach-)Behörden und auch private Stellen, deren Stellungnahme einzuholen ist, weil sie von der Planung in irgendeiner Weise berührt sind. Beispiele üblicherweise beteiligter Träger öffentlicher Belange sind Regionalverbände, Post, Bahn, Telekom, Gewerbeaufsicht, Landwirtschaftskammern, Energieversorgung, Träger für Leitungen und Kabel, Verkehrsgesellschaften, Eisenbahnbundesamt, Kirchen, Umweltschutzverbände, Naturschutzbehörden, die Bundeswehr, Polizei etc. Es handelt sich also um Einrichtungen, die ebenfalls Aufgaben oder Zuständigkeiten im beplanten Bereich haben. Sie sollen ihre Stellungnahmen innerhalb eines Monats abgeben und sich dabei auf ihren Aufgabenbereich beschränken. Zu Beteiligende werden unter Umständen bei einem „Scoping“-Termin ermittelt.
Je nach Verwaltungsstruktur können auch Behörden zu den Trägern öffentlicher Belange zählen, die in kreisfreien Städten Teil der Verwaltung sind und im Rahmen der gemeindeinternen Abstimmung bereits beteiligt werden, in kleineren Gemeinden aber bei der Kreisverwaltung angesiedelt sind. Es gibt auch Bundesländer, in denen die Bezirks- und sogar die Landesverwaltung Ämter innehat, die auch Träger öffentlicher Belange sind. Hierzu zählen beispielsweise Flurneuordnungsämter, Gewässerämter, Gesundheitsämter, Naturschutzämter, Baurechtsämter, Forstämter, Landwirtschaftsämter, Gewerbeaufsicht, Verkehrsämter, Vermessungsämter, Straßenbaubehörden, Denkmalschutz, Bergbauämter, um nur die bekannteren zu nennen.
Das Baugesetzbuch schreibt zwei Beteiligungen vor. Diese Verfahren laufen in mehreren Schritten und auf verschiedene Weisen ab. In der ersten, „frühzeitigen“ Beteiligung wird über die allgemeinen Ziele und Zwecke, Plan-Alternativen und Auswirkungen der Planung unterrichtet. In der Regel läuft dieser Verfahrensschritt so ab, dass zu einem gemeinsamen Vorstellungs- und Erörterungstermin in einem Versammlungsraum eingeladen wird. Die Diskussion wird protokolliert und es besteht im Anschluss noch einige Wochen Zeit, Bedenken und Vorschläge vorzubringen. Die Träger öffentlicher Belange und Nachbargemeinden werden in der Regel direkt angeschrieben und mit notwendigen Unterlagen versorgt. Die Ergebnisse der frühzeitigen Beteiligung fließen, sofern es sich um berechtigte, rechtlich begründete oder sinnvolle Anliegen handelt, in das weitere Planverfahren mit ein (siehe Kritik).
Der dann erarbeitete und von der Gemeindevertretung beschlossene Entwurf geht anschließend ein zweites Mal in das Beteiligungsverfahren. Im Rahmen des Entwurfs- und Auslegungsbeschlusses wird auch über die bis dahin eingegangenen Einwände, Bedenken und Vorschläge befunden (siehe Kritik). Die Termine sind rechtzeitig ortsüblich öffentlich anzukündigen; die Fristen für die Ankündigung und für die Auslegungen und Stellungnahmen sind in § 3 und § 4 BauGB genau geregelt und für ein fehlerfreies Planverfahren unbedingt einzuhalten.
Ausgelegt werden die Planunterlagen sowie der Umweltbericht und die evtl. dazugehörigen Gutachten (z. B. für Lärm) in der Regel im Planungsamt, aber oft auch im Rathaus oder einem öffentlich zugänglichen Raum im Ort oder Stadtteil. Wie bei der frühzeitigen Beteiligung werden die Träger öffentlicher Belange und Nachbargemeinden direkt angeschrieben.

## Vereinfachtes und beschleunigtes Verfahren
Die planende Gemeinde kann einen Bebauungsplan unter den Voraussetzungen des § 13 BauGB im vereinfachten Verfahren aufstellen und nach § 13a BauGB Bebauungspläne der Innenentwicklung im beschleunigten Verfahren aufstellen. § 13b BauGB, der das beschleunigte Verfahren für die Überplanung von Flächen im Außenbereich eröffnete, wurde in Reaktion auf ein Urteil des BVerwG, das § 13b für europarechtswidrig hielt, zum 1. Januar 2024 aufgehoben.
Auf bestimmte Elemente des Beteiligungsprozesses sowie die Umweltprüfung kann im vereinfachten und im beschleunigten Verfahren verzichtet werden. Dies entbindet die Gemeinden allerdings nicht von der Pflicht, weiterhin alle Umwelt- und Naturschutzbelange zu berücksichtigen sowie von der Verantwortung, für eine vollständige Abwägung entsprechende Daten zu erfassen: auch, um späteren Regress z. B. nach dem Umweltschadensgesetz zu vermeiden.

## Abwägungsprozess
Stellungnahmen (Einwände, Bedenken, Anregungen) gehen in aller Regel schriftlich ein, können aber mündlich zur Protokollierung vorgebracht werden.
Stellungnahmen werden gesammelt und zur Vorbereitung der Abwägung gesichtet. Auf jeden einzelnen Punkt einer Stellungnahme wird dabei eingegangen. Die Bedenken und Vorschläge werden gewichtet, dem bisherigen Planungsergebnis gegenübergestellt und gegeneinander und untereinander abgewogen.
Vielfach wird die Planung überhaupt in Frage gestellt, z. B. die Notwendigkeit für ein neues Baugebiet. Auch werden häufig private Probleme, Zwänge oder schlichtweg eigene Wunschvorstellungen als Gründe für Änderungswünsche vorgegeben. Wenn aber keine rechtlichen Grundlagen diese Eingaben stützen, besteht praktisch kaum eine Chance, dass sie zu einer Entwurfsänderung führen. Fachliche Einwände können dagegen Plananpassungen notwendig machen. Es handelt sich dabei fast immer um Umstände, die bis dato noch nicht bekannt bzw. erkannt wurden und somit keine Berücksichtigung fanden. Da aber im Vorfeld der Planaufstellung im Regelfall sehr sorgfältig alle bekannten Probleme in Betracht gezogen werden, kommt dies relativ selten vor.
In vielen Fällen handelt es sich bei den Stellungnahmen lediglich um Hinweise, die zu beachten sind.
Die Verwaltung erarbeitet zu jedem Punkt eine Stellungnahme und schlägt vor, wie in der Gemeindevertretung damit umgegangen werden soll, sei es, dass die Planung entsprechend geändert wird, dass sie nicht verändert wird oder dass die Stellungnahme zur Kenntnis genommen wird (Abwägungsvorschlag). Die Gemeindevertretung ist nicht verpflichtet, diese Vorschläge der Verwaltung zu übernehmen. Es kommt jedoch selten vor, dass gegenteilig abgestimmt wird.

## Verfahrensabschluss
Nach dem Abwägungsverfahren können mehrere Wege weiter führen:
- Die Stellungnahmen führen zu keinen oder nur geringfügigen Änderungen und der Bebauungsplan wird von der Gemeindevertretung als Satzung beschlossen. Die Einwendungen werden entweder alle abgewiesen oder zur Kenntnis genommen (Regelfall) (siehe Kritik).
- Die Verwaltung oder die Gemeindevertretung erkennt Einwände an und es wird eine Planänderung erforderlich. Es kann auch zu Planänderungen aufgrund von Beschlüssen der Gemeindevertretung kommen, die nichts mit Einwänden zu tun haben. Das kommt allerdings sehr selten vor. Sind von der Änderung die Grundzüge der Planung berührt, führt dies zu einem vollständig neuen Beteiligungsverfahren. Das passiert ebenfalls relativ selten, ebenso dass es erst in der Gemeindevertretung zur Annahme eines Einwandes kommt. Sind die Grundzüge nicht berührt und nur bestimmte Personen oder Träger öffentlicher Belange von der Änderung betroffen, genügt ein eingeschränktes erneutes Beteiligungsverfahren. Dies kommt im Rahmen eines Planverfahrens häufiger vor. In diesem Fall werden nur die von der Änderung Betroffenen nochmal gehört. Nach dem zweiten Beteiligungsverfahren erfolgt ggf. eine erneute Abwägung. Anschließend kommt es in der Gemeindevertretung zum Satzungsbeschluss.

Wenn die Verwaltung eine Planänderung vor einem Beschlussverfahren in der Gemeinde vornimmt, spart sie eine Beschlussrunde in den verschiedenen Gremien der Gemeinde und damit Zeit.
Der Bebauungsplan wird als kommunale Satzung von der Gemeindevertretung beschlossen. Die Rechtsverbindlichkeit (rechtliche Gültigkeit) tritt mit der Ausfertigung und öffentlichen Bekanntmachung ein. Dabei ist auch darauf hinzuweisen, wo und wann der Plan von jedermann eingesehen werden kann. Die Gemeinde ist verpflichtet, allen Einwendern das Ergebnis der Abwägung mitzuteilen und darzulegen, weshalb ein Einwand oder Vorschlag nicht berücksichtigt wurde (siehe Kritik).
Der Bebauungsplan kann bereits vor dem Inkrafttreten angewendet werden, wenn es nach der Beteiligungsphase keine Einwände gibt, die zu einer Planänderung führen. Bauvorhaben sind dann nach § 33 BauGB zulässig und genehmigungsfähig, sofern alle genannten Bedingungen erfüllt worden sind (insbesondere die der gesicherten Erschließung). Ein Vorhaben kann nicht bei einem Planstand nach § 33 BauGB auf der Grundlage des Bebauungsplan-Entwurfs abgelehnt werden.

## Veränderungssperre
Da das Verfahren zur Aufstellung eines Bebauungsplans bis zu seinem Inkrafttreten einen längeren Zeitraum beansprucht, der mehrere Jahre umfassen kann, hat die Gemeinde die Möglichkeit, für den Planungsbereich oder Teile davon eine Veränderungssperre zu erlassen. Damit kann sie verhindern, dass während des Planungsprozesses Bauvorhaben durchgeführt werden, die der Planung zuwiderlaufen oder sie wesentlich erschweren. Eine Veränderungssperre gilt zunächst kraft Gesetz zwei Jahre (§ 17 Abs. 1 Satz 1 BauGB). Die Gemeinde kann diese Frist bei Bedarf um ein drittes Jahr verlängern. Wenn besondere Umstände es erfordern, kann die Gemeinde mit Zustimmung der höheren Verwaltungsbehörde die Dauer der Veränderungssperre auf ein viertes Jahr ausdehnen. Damit ist jedoch aus Sicht des Eigentumsschutzes die maximale Dauer für eine entschädigungslos hinzunehmende Duldung einer Veränderungssperre erreicht.
Alternativ zu einer Veränderungssperre kann die Gemeinde die Entscheidung über einzelne Bauvorhaben jeweils um bis zu einem Jahr zurückstellen lassen.

## Gerichtliche Überprüfung, Normenkontrolle
Ein Bebauungsplan kann im Rahmen einer Klage, die ein konkretes Bauvorhaben oder eine konkrete bauliche Anlage betrifft (z. B. Anfechtungsklage des Nachbarn gegen eine erteilte Baugenehmigung, Verpflichtungsklage des Bauherrn auf Erteilung einer Baugenehmigung, Anfechtungsklage des Eigentümers gegen eine Abrissverfügung) gerichtlich überprüft werden (sog. Inzidentkontrolle). Dabei kann dessen teilweise oder vollständige Unanwendbarkeit festgestellt werden. Gründe für diese indirekte Anfechtung eines Bebauungsplans liegen in der Regel in Festsetzungen, mit denen ein Betroffener nicht einverstanden ist. Es gilt zu beachten, dass die Unwirksamkeit des Bebauungsplanes nur in dem jeweiligen Verfahren, in dem die Inzidentkontrolle durchgeführt wird, zur Unanwendbarkeit des Bebauungsplanes führt, da dieser als Vorfrage auf seine Rechtmäßigkeit hin überprüft werden muss. Inzident getroffene Feststellungen zum Bebauungsplan binden indes nur die am konkreten Verfahren Beteiligten (inter-partes-Wirkung).
In der Praxis zeigt sich das Problem mit einem materiell-rechtlich fehlerfrei zu erarbeitenden Planwerk zunehmend darin, dass neben den einschlägigen Gesetzen – die sich zudem jährlich mehrfach ändern – insbesondere Kommentierungen (BauGB, BauNVO) und aktuelle Urteile (BVerwG; OVG/VGH) zu beachten sind. So werden von den Gerichten zwar naturgemäß die Gesetzestexte berücksichtigt, jedoch auch die dazu mittlerweile ergangenen Urteile. Sich hierzu allerdings stets „auf dem Laufenden“ zu halten, erfordert einen hohen zeitlichen Aufwand bzw. ein profundes juristisches Verständnis. Ein Planer läuft daher immer häufiger Gefahr, fehlerhafte Festsetzungen zu treffen. Nicht unerwähnt sollen hier auch mögliche formelle Fehler bleiben, wie sie aus dem Zustandekommen des Planverfahrens resultieren können (z. B. zu kurze Frist der Auslegung).
Ein Bebauungsplan kann darüber hinaus gem. § 47 VwGO vom zuständigen Oberverwaltungsgericht/Verwaltungsgerichtshof im Rahmen einer Normenkontrolle überprüft werden. Dabei gibt es im Rahmen des B-Plans eine Besonderheit. Grundsätzlich sind alle Rechtsnormen in Deutschland bei Verstößen gegen geltendes Recht nichtig. Eine Bestandskraft trotz Rechtswidrigkeit, wie sie etwa bei Verwaltungsakten möglich ist, kommt nicht in Betracht. Dies ergibt sich aus dem Rechtsstaatsgebot des Art. 20 Abs. 3 GG. Da nun die Aufstellung eines Bebauungsplans enormen Aufwand darstellt und die Auswirkungen bestimmter Verfahrensfehler auf das Ergebnis oftmals gering sind, macht das BauGB für die Bebauungspläne eine Ausnahme. Nach den §§ 214 ff. BauGB sind nicht alle formalen Fehler beachtlich. Es können daher nur die dort aufgezählten Verstöße zur Unwirksamkeit führen. Andere Verstöße machen den Plan zwar u. U. rechtswidrig, aber nicht unwirksam (nichtig).
Hierbei liegt das Hauptaugenmerk regelmäßig auf der Überprüfung der Abwägungsentscheidung der Gemeinde. Zwar steht die Abwägung grundsätzlich nur dem Normgeber zu und ist aufgrund der Gewaltenteilung nur bedingt gerichtlich nachprüfbar. Allerdings muss auch das Abwägungsverfahren rechtsstaatlichen Grundsätzen genügen. Daher kommt eine Überprüfung auf Abwägungsfehler in Betracht. Durch das BVerwG (z. B. BVerwGE 34, 301 (309)) anerkannte Fehler sind dabei:
- Der Abwägungsausfall: Eine sachgerechte Abwägung hinsichtlich öffentlicher und privater Belange fehlt überhaupt.
- Das Abwägungsdefizit: Es wurden gerade nicht alle erheblichen Belange in die Abwägung eingestellt.
- Die Abwägungsfehleinschätzung: Die Bedeutung eines einzelnen Belangs wurde verkannt.
- Die Abwägungsdisproportionalität: Einzelne Belange wurden untereinander falsch gewichtet.

Sollte das Gericht einen beachtlichen Fehler finden, stellt es, anders als im Rahmen der Inzidentkontrolle (s. o.), mit Wirkung für und gegen jedermann (inter-omnes-Wirkung) die Unwirksamkeit fest. Das betroffene Gebiet ist also von Anfang an unbeplanter Bereich. Die Einschränkung der Fehler auf beachtliche gilt auch im Rahmen der Inzidentkontrolle. Die Verfristungsregeln des BauGB (z. B. § 215 BauGB) gelten dort ebenfalls. Andernfalls würde eine Inzidentkontrolle nach zwei Jahren ab Inkrafttreten den Willen des Gesetzgebers unterlaufen. Auch stellt dieser Umstand keinen Verstoß gegen das Gebot des effektiven Rechtsschutzes aus Art. 19 Abs. 4 GG dar, da grundsätzlich Rechtsschutz gewährt wird.

## Genehmigungspraxis von Bauanträgen/Baugesuchen
Die Beurteilung von Bauvorhaben im Geltungsbereich von Bebauungsplänen erfolgt ausschließlich nach dessen Festsetzungen (§ 30 BauGB). Grundsätzlich ist ein Bauvorhaben genehmigungsfähig, wenn es den Festsetzungen des Bebauungsplans nicht widerspricht; einzig eine mangelhafte oder fehlende Erschließung könnte eine Verzögerung darstellen, z. B. in einem Neubaugebiet durch eine noch nicht erfolgte Realisierung der Straße, oder durch fehlende Eintragungen von Baulasten bei eingeschlossenen Grundstücken. Gemäß Dienstleistungsrichtlinie der EG Artikel 13 müssen Anträge jeglicher Art in den Mitgliedstaaten der europäischen Union innerhalb einer vorab festgelegten und öffentlich bekannt gemachten angemessenen Frist beschieden werden, andernfalls gilt die Genehmigung als erteilt.

### Ausnahmen
Von großem Interesse ist natürlich, wie streng der Bebauungsplan angewandt wird. Auch hier gibt es eine Systematik. Der Plan kann schon im Rahmen seiner Festsetzungen laut § 31 Abs. 1 BauGB Ausnahmen vorsehen, wie bei den Nutzungen in den einzelnen Gebietstypen. Diese Nutzungen stehen nicht im generellen Zulässigkeitskatalog, weil ihnen ein gewisses Störpotenzial innewohnt, das zunächst geprüft werden soll, sei es aufgrund von Emissionen, der Flächenbeanspruchung oder der Gestalt. Sofern keine Konflikte zu erwarten sind, werden diese Ausnahmen im Regelfall gewährt.

### Befreiungen
Von größerer Bedeutung für die Genehmigungspraxis ist jedoch die Möglichkeit, von den Festsetzungen befreien zu können, wie es § 31 Abs. 2 BauGB vorsieht. Damit wird der B-Plan mit einer gewissen Flexibilität ausgestattet, die seine Handhabung erleichtern sollen. Eine Befreiung ist jedoch mit Bedingungen versehen:
In jedem Falle dürfen die Grundzüge der Planung nicht berührt werden und die Abweichung muss unter Würdigung der nachbarlichen Interessen mit den öffentlichen Belangen vereinbar sein. Hierzu muss sich laut Gesetz eine dritte Bedingung gesellen: entweder
- Die Erforderlichkeit aus Gründen des Wohles für die Allgemeinheit,
- Die städtebauliche Vertretbarkeit oder
- Das Entstehen einer nicht beabsichtigten Härte.

Ob die Grundzüge einer Planung von einer Änderung berührt werden, hängt im Wesentlichen davon ab, wie sehr solche Grundzüge in den Festsetzungen zu erkennen und vor allem in der Begründung dargelegt sind. Es besteht generell Einigkeit darüber, dass sich nicht allgemein sagen lässt, was ein „Grundzug der Planung“ ist. Es bedarf deshalb immer einer Einzelfallprüfung, die von der jeweiligen Planungssituation abhängt. Ein Beispiel: In einer Flachdachsiedlung stellt das Flachdach offensichtlich einen Grundzug der Planung dar und für eine andere Dachform könnte keine Befreiung erteilt werden.
Nachbarliche Interessen spielen bei Befreiungen eine wichtige Rolle, da eine wichtige Funktion des Bebauungsplans der Vertrauensschutz ist. Befreiungen, von denen ein Nachbar betroffen wäre, z. B. eine höhere Bauhöhe oder die Überschreitung des Baufensters, können ohne dessen Zustimmung nicht gewährt werden. Die Nachbarn werden hierzu zunächst angehört sobald der Bauantrag vollständig ist und tragen bei Bedarf Einwendungen schriftlich oder zur Niederschrift beim Bauamt vor, welche das Bauordnungsamt sammelt und beurteilt. Nach der erfolgten Genehmigung des Bauvorhabens können Nachbarn, die Einwendungen vorgetragen hatten, noch widersprechen. Dadurch kommt es oft zu Verzögerungen im Genehmigungsablauf eines Bauvorhabens, da es einer Mediation bedarf. Nicht hinreichend begründete Einwendungen und Widersprüche durch Nachbarn werden vom Bauordnungsamt zurückgewiesen. Hierbei gibt es auch Überschneidungen zum Nachbarschaftsrecht, zum Schikaneverbot und zum Strafrecht. Beispielsweise darf ein Nachbar nicht einem Bauvorhaben widersprechen, um zu stören, einen Schaden zu verursachen und hieraus einen Vermögensvorteil für sich zu generieren.
Die Erforderlichkeit einer Befreiung aus Gründen des Wohles für die Allgemeinheit betrifft z. B. Versorgungseinrichtungen, die im Plangebiet nicht vorgesehen waren. Des Weiteren urteilten die Landgerichte vereinzelt, dass dringender Wohnbedarf unter den Begriff des Wohls der Allgemeinheit fällt.
Die städtebauliche Vertretbarkeit ist in der Auslegung relativ flexibel, hängt aber im Grunde ebenfalls vom Konzept der Planung ab: je strenger dieses ist, desto mehr fällt eine Abweichung ins Gewicht. Laut Bundesverwaltungsgericht ist die städtebauliche Vertretbarkeit immer gegeben, wenn unter Berücksichtigung des Abwägungsgebotes anstelle der Planfestsetzungen das Bauvorhaben in der konkret örtlichen Gegebenheit erfolgen könnte, und das Vorhaben zulässig wäre. Es ist des Weiteren laut Bundesverwaltungsgericht städtebaulich vertretbar, wenn die Abweichung ein nach § 1 BauGB zulässiger Inhalt des Bebauungsplanes sein könnte und mit der städtebaulichen Entwicklung vereinbar wäre.
Unbeabsichtigte Härten entstehen häufig aufgrund von nicht beabsichtigten Umständen, die auf einem einzelnen Grundstück vorliegen, z. B. geologische oder topografische Zwänge, die bei der Festsetzung des Baufensters oder der Höhenlage eines Gebäudes nicht (genügend) berücksichtigt wurden. Das Beharren auf die Festsetzung könnte eine Bebauung sehr erschweren oder sogar unmöglich machen. Es muss somit ein „atypischer Sachverhalt“ vorliegen.
Die Vereinbarkeit mit öffentlichen Belangen ist dann gegeben wenn der planerische Inhalt der Befreiung dem Ortsbild zugutekommt. Dies ist beispielsweise immer dann gegeben, wenn der planerische Inhalt der Befreiung vom Bebauungsplan eine „störende Häufung“ von für sich allein genommenen unbedenklichen Anlagen (z. B. Gartenhütten, Gewächshäuser) verdecken würde.

### Abweichungen
Neben der Möglichkeit sich von Festlegungen im Bebauungsplan befreien zu lassen sieht die Baunutzungsverordnung in §23 noch eine „Abweichung“ von den Festlegungen im Bebauungsplan vor. Hierbei handelt es sich beispielsweise um ein geringfügiges Übertreten der Baulinie, der Baugrenze oder der maximalen Bautiefe (z. B. durch Balkone und untergeordnete Bauteile). Die unteren Baurechtsbehörden haben, was die Genehmigung von geringfügigen Abweichungen nach BauNVO betrifft, üblicherweise etwa mehr Ermessensspielraum als bei Befreiungsanträgen, welche oft nur von den oberen Baurechtsbehörden genehmigt werden können.

### Funktionslosigkeit des Bebauungsplanes
Ein Gericht kann einen Bebauungsplan für funktionslos erklären, sofern ein Bauantragsteller Klage diesbezüglich einreicht. Die Voraussetzung hierfür ist, dass 90 % aller bereits realisierten Bauvorhaben von den Grundzügen der Planung des Bebauungsplanes abweichen. Sofern ein Bebauungsplan für funktionslos erklärt wurde, gilt an dessen Stelle im Innenbereich das Einfügungsgebot nach § 34 Baugesetzbuch.

## Bebauungsplan-Änderungen
Oft entwickeln sich die städtebaulichen Ziele für den Geltungsbereich eines Bebauungsplans mit der Zeit weiter oder ein konkretes Projekt, das generell befürwortet wird, kann nach den geltenden Bestimmungen eines festgesetzten Plans nicht genehmigt werden. Dann besteht die Möglichkeit, mit dem gleichen Verfahren, das für die Aufstellung eines Plans durchzuführen ist, einen Bebauungsplan zu ändern, zu ergänzen oder ganz aufzuheben (§ 1 Abs. 8 BauGB). Abweichungen von den Festsetzungen, die über dessen gesetzten Rahmen hinausgehen, sind rechtlich ohne Bebauungsplan-Änderung nicht möglich. Ein Änderungsverfahren verläuft grundsätzlich wie ein Aufstellungsverfahren. Alle Verfahrensschritte sind einzuhalten, aufgrund des Aufwandes werden Änderungsverfahren gern umgangen und einzelne Änderungswünsche führen selten zu Planänderungen. Bei mehreren oder gehäuften Anfragen besteht Bedarf und sie werden in die Wege geleitet. So kann es Bebauungspläne mit dritten, vierten und mehr Änderungen geben. Wenn die Grundzüge der ursprünglichen Planung nicht berührt werden, sieht das BauGB das „vereinfachte Verfahren“ vor und einige Verfahrensschritte entfallen oder werden verkürzt (dazu § 13 BauGB).

## Kritik

### Bürgerbeteiligung
Von der Planung betroffene Behörden und Bürger sind zu beteiligen und anzuhören. Somit sind die Interessen des Einzelnen in Abwägung zur Gesellschaft gewahrt, soweit sie vom Gesetzgeber vorgeschrieben sind oder vorhersehbar waren. Darüber hinausgehende Einzelinteressen geltend zu machen, ist schwierig, wobei wirtschaftliche Argumente zur Nutzung eines Grundstücks für den Interessenten eine Hilfe bedeuten. Ein Manko ist die späte Benachrichtigung über den Umgang mit Stellungnahmen. Der Gesetzgeber ist zur Unterrichtung erst nach Abschluss des Verfahrens verpflichtet, so ist eine „Einflussnahme durch Erwiderung“ nicht möglich. Einem abgewiesenen Einwender bleibt so der unkalkulierbare Gang zum Gericht. Häufig wird mangelnde Flexibilität oder Unwillen der Verwaltung kritisiert, Abweichungen von einem bestehenden Bebauungsplan zu gestatten. Bei solchen Kritikansätzen wird übersehen, dass die Verwaltung auf Gleichbehandlung aller Betroffenen achten muss, dazu gehört die Einhaltung von Gesetzen, zu denen auch Satzungen zählen.

### Ausnahmeregelungen
Häufig tritt das Problem auf, dass unproblematische Bauwünsche eines Einzelnen als Ausnahme aus Gründen der Gleichbehandlung nicht gewährt werden können. Auch die übrigen Bauherren müssen sich an die aufgestellten Vorgaben halten, die (allerdings und selbstverständlich) eine ausgewogene Darstellung sein sollten. Außerdem muss davon ausgegangen werden, dass die Gewährung einer Befreiung ein (negatives) Beispiel für die Nachbarschaft darstellt (Präzedenzfall) und somit die ursprüngliche Planung „aus dem Ruder läuft“. Andererseits können vor Jahrzehnten erstellte Pläne mitunter nicht mehr den zeitgenössischen Erfordernissen und Erkenntnissen standhalten, weshalb Planänderungen nötig werden.

### Dauer und Aufwand
Vielfach werden die Planungszeit und der Verwaltungsaufwand kritisiert. Bei der Planaufstellung handelt es sich um einen demokratischen Prozess, der nicht beschleunigt werden kann. Die Erstellung einfacher Bebauungspläne auch ohne problematische Einzelheiten benötigt zum Durchlauf in den Ämtern für ein komplettes Verfahren mindestens sechs Monate. Selbst vorhabenbezogene Bebauungspläne, die zur Beschleunigung des Planverfahrens ins BauGB aufgenommen wurden, sind kaum schneller zu erarbeiten. Der weitaus größte Teil der Planungszeit wird für die Beteiligungsphasen und den politischen Entscheidungsprozess benötigt. Dadurch ist für ein (durchschnittliches) Planverfahren in der Regel vom Aufstellungs- bis zum Satzungsbeschluss eine Dauer von einem Jahr anzunehmen.
Der notwendige Zeitaufwand ist abhängig von
- der Größe des Plangebiets,
- der Anzahl der betroffenen Grundstückseigentümer,
- der zu bewältigenden Probleme, nicht zuletzt bei unterschiedlichen Interessenlagen,
- der Umweltbelange,
- der Verwaltungsstruktur, wie dem Rhythmus der Sitzungen der Gremien und der personellen Ausstattung der einzelnen Ämter.